# Cueva del Demo
La Cueva del Demo o Cova del Demo, en fala, está situada en las proximidades de la localidad de Froseira, perteneciente a la parroquia de Doiras, en el concejo asturiano de Boal, a unos 450 m de altura sobre el nivel del mar, y se accede a ella desde la citada localidad de Froseira, a través de un camino empinado de unos 2 km, debidamente señalizado.
Se trata de una cueva natural que alberga algunos grabados prehistóricos de la Edad del Bronce con dibujos antropomorfos (de hombres y mujeres) y zoomorfos de carácter esquemático, fechados entre 1.500-1.100 a. C. Ha sido declarada Bien de Interés Cultural del Patrimonio Histórico del Principado de Asturias, (máxima protección), según la Ley 16/85 de 25 de junio del Patrimonio Histórico Español. Es el único yacimiento del occidente astur y ha sido incluido en el Proyecto del Parque Histórico del Navia.
La cueva fue utilizada antaño como abrigo para el ganado y como refugio durante la guerra civil española. En la actualidad no se encuentra abierta al público.